# 张玲 (1936年)
张玲（1936年—2022年11月1日），祖籍山东烟台，出生于北京，笔名菱紫、鲁汉，翻译家，父亲是翻译家张谷若。1954年考入北京大学中文系，1958年毕业，历任《宁夏日报》编辑、记者，宁夏大学外语系讲师，《翻译通讯》（《中国翻译》前身）编辑，中国社会科学院外国文学研究所编审。1990年加入中国作家协会。
译著有《双城记》（与丈夫张扬合译）、《傲慢与偏见》、《孤寂深渊》、《呼啸山庄》等。